# ويليام فان ألستين
ويليام فـان ألستين (بالإنجليزية: William Van Alstyne)‏ هو عالم قانوني أمريكي، ولد في 8 فبراير 1934 في تشيكو في الولايات المتحدة، وتوفي في 29 يناير 2019.